# U 1224
U 1224 war ein deutsches Unterseeboot vom Typ IX C/40, welches im Zweiten Weltkrieg von Adolf Hitler als Geschenk der Kaiserlich Japanischen Marine (Nihon Kaigun) übergeben und dort als RO 501 in Dienst gestellt wurde.

## Geschichte
Das Boot wurde am 25. August 1941 bei der Deutschen Werft AG in Hamburg in Auftrag gegeben. Die Kiellegung erfolgte am 30. November 1942 mit der Baunummer 387. Der Stapellauf fand am 7. Juli 1943 statt. Kapitänleutnant Georg Preuss stellte U 1224 am 20. Oktober 1943 in Dienst. Das Boot wurde der 31. U-Flottille unterstellt, einer Ausbildungsflottille, die in Hamburg stationiert war. Während der Ausbildung wurde U 1224 am 15. Februar 1944 einer japanischen Besatzung übergeben, die zuvor an Bord des japanischen U-Boots I-8 von Japan nach Europa gebracht worden war, und in RO 501 umbenannt. Die ehemalige deutsche Besatzung stellte im April das Typ IX D2 Boot U 875 in Dienst. Der neue Kommandant von RO 501, Kapitänleutnant Norita Sadatoshi gab dem Boot ein Turmemblem: Die deutsche Seekriegsflagge, welche sich hinter der japanischen Seekriegsflagge befand, als Zeichen der Verbundenheit beider Länder.

## Marco Polo II
U 1224 war das zweite deutsche U-Boot das dem japanischen Kaiser zum Geschenk gemacht wurde. Im September 1943 hatte die Kriegsmarine U 511, ebenfalls vom Typ IX C, unter dem Codenamen Marco Polo an die Nihon Kaigun übergeben. Das Boot war dann unter der Bezeichnung RO 500 in Dienst gestellt worden. Entsprechend wurde U 1224 mit dem Codenamen Marco Polo II bezeichnet.

## Verlust
Am 30. März 1944 lief RO 501 aus Kiel in Richtung Japan aus. Durch Dechiffrierung des japanischen Funkverkehrs waren die Alliierten über den Kurs des Bootes informiert. Auf Höhe der Kapverdischen Inseln wurde RO 501 von einer US-amerikanischen U-Boot-Jagdgruppe um den Geleitflugzeugträger Bogue erwartet. Die Gruppe bestand aus den Geleitzerstörern Haverfield, Janssen, Willis, Francis M. Robinson und Wilhoite. Die Francis M Robinson erzielte am 13. Mai 1944 eine Sonarortung, woraufhin Kommandant Johansen einen Hedgehog-Angriff befahl. Bei diesem Angriff wurde RO 501 mit seiner gesamten 51 Mann starken Besatzung versenkt.